# Myrica
Myrica ist eine Pflanzengattung in der Familie der Gagelstrauchgewächse (Myricaceae). Die etwa 50 Arten sind beinahe weltweit verbreitet; lediglich in Australien und einigen warm-gemäßigten Gebieten der Alten Welt kommen keine Arten vor.

## Beschreibung

### Vegetative Merkmale
Die Myrica-Arten sind immergrüne oder sommergrüne Bäume oder Sträucher. An jungen Pflanzenteilen sind harzige, schildförmige Drüsen vorhanden. Die Laubblätter sind einfach und oft an den Zweigenden gehäuft. Der Blattrand ist ganz oder gesägt.

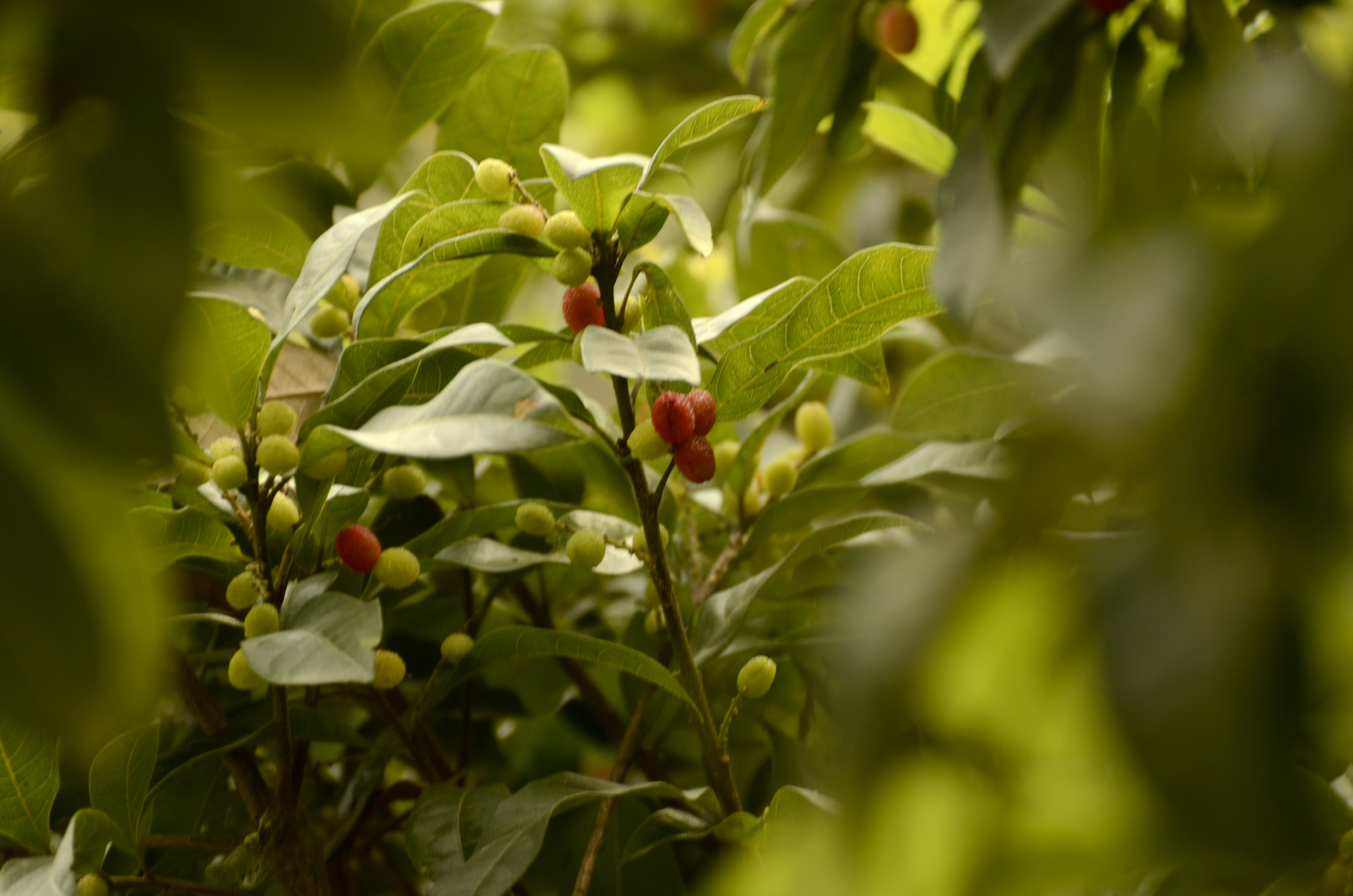
Myrica esculenta

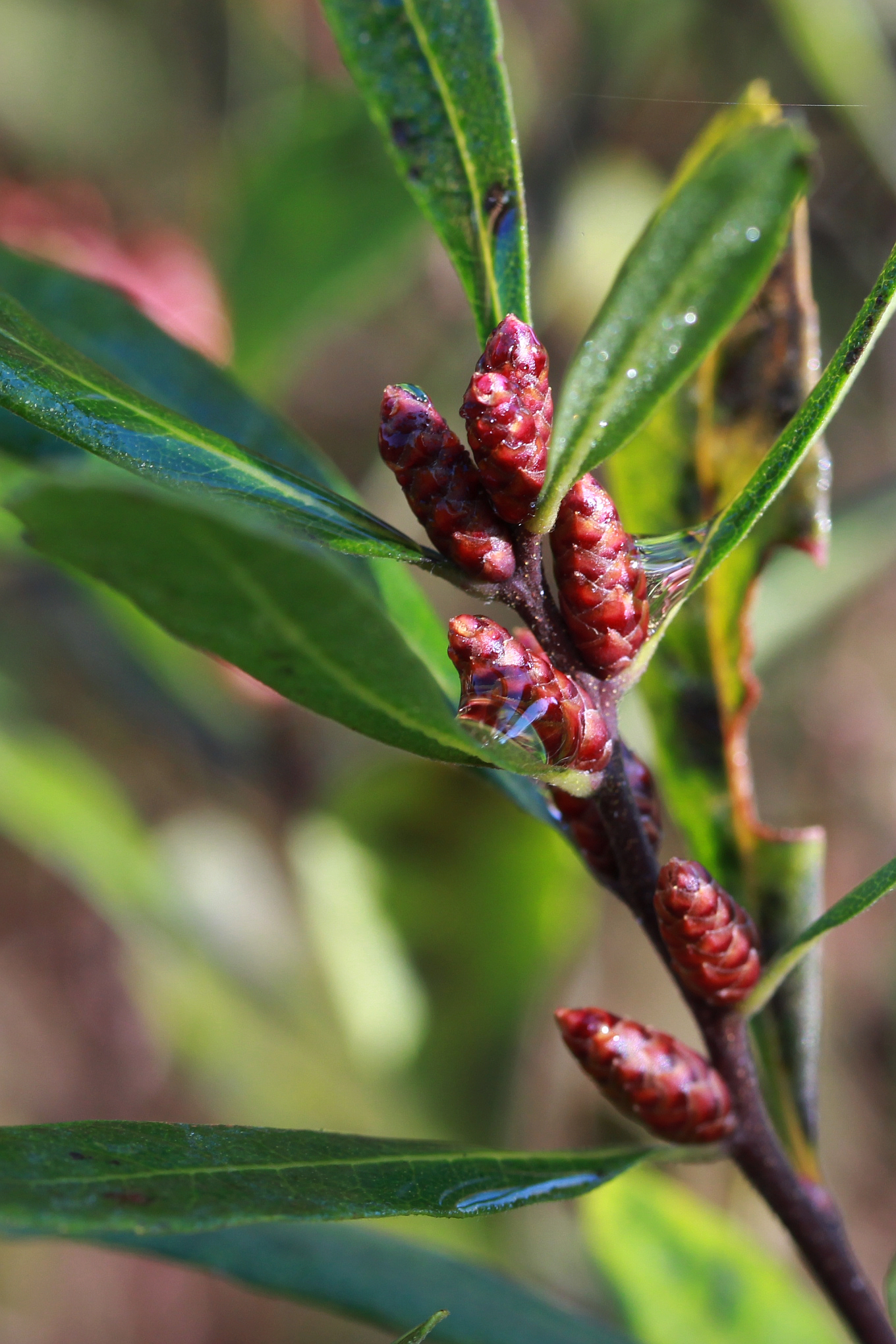
Gagelstrauch (Myrica gale)

### Generative Merkmale
Die Myrica-Arten sind zweihäusig (diözisch) oder einhäusig (monözisch) getrenntgeschlechtig. Die Blütezeit liegt vor oder während des Laubaustriebs. Der Blütenstand ist ährig, einfach oder rispenartig. Bei den Blüten ist das Perianth oft reduziert oder fehlt ganz.  Es können Deckblätter vorhanden sein. Männliche Blüten enthalten meist zwei bis acht, selten bis 20 Staubblätter. Die Staubfäden sind frei oder an der Basis verwachsen, Vorblätter sind vorhanden oder fehlen. Die weiblichen Blüten enthalten zwei bis vier Vorblätter. Zwei Fruchtblätter sind zu einem meist einkammerigen Fruchtknoten verwachsen. Der Fruchtknoten weist harzige Drüsen auf. Die verwachsenen oder freien Griffel sind kurz und weisen eine relativ lange, narbige und lappig-ästige Narbe auf.
Die Steinfrüchte sind oft mit kopfartigen, wachsbedeckten Papillen bedeckt. Das Endokarp ist hart. Die Samen sind aufrecht, ihre Schale ist membranartig.

## Systematik
Die Gattung Myrica wurde 1753 durch Carl von Linné in Species Plantarum, 2, S. 1024 aufgestellt.
Die Gattung Myrica umfasst ungefähr 50 Arten (Auswahl):
- Myrica adenophora Hance: Sie gedeiht in Wäldern und Tälern in Taiwan nur in Hengchun und in den chinesischen Provinzen Guangdong sowie Guangxi.[1]
- Myrica californica Cham. (Syn.: Morella californica (Cham.) Wilbur): Sie kommt in den US-Bundesstaaten Oregon, Washington und Kalifornien vor.[2]
- Myrica cerifera L. (Syn.: Morella cerifera (L.) Small): Sie kommt in den Vereinigten Staaten, in Guatemala, Honduras, Belize, El Salvador, Nicaragua, Costa Rica, Panama und auf karibischen Inseln vor.[2]
- Myrica esculenta Buch.-Ham. ex D.Don (Syn.: Morella esculenta (Buch.-Ham. ex D.Don) I.M.Turner): Sie kommt in Indien, Bhutan, Nepal, Thailand, Vietnam, China und Myanmar vor.[1]
- Gagelbaum (Myrica faya Aiton)
- Gagelstrauch (Myrica gale L.)
- Myrica hartwegii S.Watson: Sie kommt in der Sierra Nevada Kaliforniens in Höhenlagen von 250 bis 1800 Metern Meereshöhe vor.[3]
- Myrica heterophylla Raf. (Syn.: Morella caroliniensis (Mill.) Small): Sie kommt in den östlichen Vereinigten Staaten und in Texas vor.[2]
- Myrica inodora W.Bartram (Syn.: Morella inodora (W.Bartram) Small): Sie kommt in den US-Bundesstaaten Alabama, Mississippi, Georgia, Louisiana und Florida vor.[2]
- Myrica nana A.Chev. (Syn.: Morella nana (A.Chev.) J.Herb.): Sie gedeiht in Höhenlagen von 1900 bis 3000 Metern nur im westlichen Guizhou und im zentralen sowie nördlichen Yunnan vor.[2]
- Myrica pensylvanica Mirb. (Syn.: Morella pensylvanica (Mirb.) Kartesz): Sie kommt im östlichen Kanada und in den östlichen Vereinigten Staaten vor.[2]
- Myrica rubra Siebold et Zucc. (Syn.: Morella rubra Lour.): Sie kommt im südlichen Korea, in China, in Taiwan, Japan und auf den Philippinen vor.[2]

Einige Botaniker teilen seit 2005 die Gattung Myrica s. l. auf der Basis der Strukturen der Kätzchen und Früchte in zwei Gattungen: In der Gattung Myrica s. str. verbleiben nur wenige Arten und die meisten Arten werden in die Gattung Morella Lour. gestellt.